# Mały Krzystonów (Skalna)
Mały Krzystonów (Skalna) – zalesiony szczyt położony pomiędzy Krzystonowem a Mogielicą (od której oddzielony jest przełęczą Przysłopek; 880 m) w Beskidzie Wyspowym. Ma wysokość 984 m n.p.m.
Przez Mały Krzystonów ciągnie się żółty szlak turystyczny: na północ w kierunku Mogielicy i na południe przez Krzystonów i Jasień do przełęczy Przysłop Lubomierski (oddzielającej Beskid Wyspowy od Gorców). Stoki zachodnie opadają do Półrzeczek, wschodnie do Szczawy. Wzniesienie znajduje się w największym kompleksie leśnym Beskidu Wyspowego.